# Giorgio Maioli
Giorgio Maioli (Verona, 18 giugno 1940 – Verona, 7 settembre 2022) è stato un calciatore e allenatore di calcio italiano, di ruolo centrocampista.

## Carriera
Cresciuto nel San Zeno, una squadra di promozione, passa nel Verona all'età di sedici anni: con la squadra gialloblù compie per tre anni la trafila nelle squadre giovanili, tra gli Allievi e la De Martino, avendo come compagno di squadra Pierluigi Cera: qui debutta nel calcio professionistico, nella stagione 1959-60 in serie B.
L'anno dopo viene ceduto al Napoli nelle cui file esordisce in Serie A, segnando la sua prima rete in serie A, nella sconfitta casalinga del 19 febbraio 1961 contro la Lazio per 5-2; nel capoluogo partenopeo il centrocampista veronese non trova il modo di farsi notare, per lui ci saranno solo nove presenze e tanta panchina con l'amarezza della retrocessione in B della squadra biancazzurra. Torna a Verona nel 1961-62 dove rimane per le tre stagioni successive.
Nel 1964-65 si trasferisce al Foggia, squadra nella quale rimane ben sette anni e di cui diventa uno dei giocatori con più presenze nella squadra. Storica la vittoria per 3-2 (31/01/1965) sull'Inter campione del mondo. In Puglia, Maioli diventa uno dei beniamini della tifoseria che per lui conia gli appellativi di "il Professore" per la tecnica e la classe che gli permetteva di dettare un gioco studiato e geometrico,  “Sinistro proibito”, “il Mancino terribile”, in onore della sua classe cristallina che lo porta all'attenzione del grandi club e ad indossare la maglia azzurra della Rappresentativa Under 23.
Nel novembre 1971 il ritorno a Verona, per altre due stagioni, prima di trasferirsi nel Lecco dove conclude la sua carriera nei professionisti. Prosegue l'attività agonistica nelle categorie minori nel Chievo Verona che, grazie al suo apporto di esperienza, approda in quarta serie.
Dopo aver appeso le scarpe al chiodo, intraprende la carriera di allenatore nei dilettanti guidando anche le giovanili del Verona.
Caratteristica fisica di Maioli erano le gambe esili e affilate che tuttavia non gli impedirono di mettere in luce le sue notevoli abilità tecniche.